# 2018~2020년 카자흐스탄 시위
2018년~2020년 카자흐스탄 시위는 2018년 5월에 카자흐스탄에서 시작된 시위로, 2019년 2월에 누르술탄에서 발생한 화재로 어린이 5명이 사망한 이후 주목을 받은 일련의 시민 시위였다. 카자흐스탄 전역에서 여러 차례 시위가 벌어졌으며, 일부 논평가들은 카자흐스탄 누르술탄 나자르바예프 대통령이 같은 달 말에 바키트잔 사긴타예프 총리가 이끄는 정부를 해임하기로 한 결정의 원인 일부에 시위가 있었다고 주장한다. 나자르바예프는 2019년 3월 19일에 대통령직에서 물러났으며, 카자흐스탄 의회 상원 의장인 카심조마르트 토카예프가 카자흐스탄 대통령이 되었다. 나자르바예프는 대통령에서 물러난 이후에도 카자흐스탄 정계에서 중요한 직위를 계속해서 맡았다. 토카예프는 조기선거로 열린 2019년 카자흐스탄 대통령 선거에서 70% 이상에 달하는 득표율로 대통령에 선출되었다. 선거 준비와 선거 여파로 더 많은 시위가 벌어졌다.
12월 16일, 누르술탄과 알마티에서 카자흐스탄 독립기념일을 기념해 벌어진 시위를 포함하여 2019년 말에도 시위가 계속 보고되었다. 정부가 허용하지 않은 공개 집회는 카자흐스탄에서 불법이지만, 토카예프는 공개 시위를 관장하는 법률을 자유화할 것이라고 밝혔다.
2019년 10월에 발표된 여론 조사에 따르면, 카자흐스탄인 다수(43%)가 공개 시위를 긍정적으로 보았고, 16%는 부정적인 견해를, 41%는 의견을 표명하지 않은 것으로 나타났다.

## 같이 보기
- 젤톡산 - 1986년 12월, 알마티에서 발생한 대규모 저항, 당시 이름은 알마아타
- 자나오젠 대학살 - 2011년 12월, 망기스타우주에서 시위대 14명이 사망한 시위
- 2022년 카자흐스탄 시위